# 歌謡大全集 (フジテレビ)
『歌謡大全集』（かようだいぜんしゅう）は、1969年8月3日から同年9月28日までフジテレビ系列局で放送されていたフジテレビ製作の歌謡番組である。全9回。放送時間は毎週日曜 21:00 - 21:30 （日本標準時）。

## 概要
毎回著名な作詞家や作曲家をメインゲストに招き、彼らが作詞・作曲した楽曲を披露してもらっていた。司会は当時フジテレビのアナウンサーだった小林大輔が務めていた。
タイトルは同じであるが、ABCラジオ（朝日放送）でナイターシーズンオフに放送されていた『歌謡大全集』との関連性は無い。

## 放送リスト
| 回 | 放送日  | メインゲスト | 歌のゲスト                                          |
| -- | ------- | ------------ | --------------------------------------------------- |
| 1  | 8月3日  | なかにし礼   | ザ・タイガース、黛ジュン ほか                       |
| 2  | 8月10日 | 平尾昌晃     | 伊東ゆかり、布施明、じゅん&ネネ ほか                |
| 3  | 8月17日 | いずみたく   | 坂本九 ほか                                         |
| 4  | 8月24日 | 川内康範     | 美空ひばり、森進一、園まり、水原弘 ほか             |
| 5  | 8月31日 | 星野哲郎     | 畠山みどり、水前寺清子 ほか                         |
| 6  | 9月7日  | 吉田正       | フランク永井、橋幸夫、鶴田浩二、吉永小百合 ほか     |
| 7  | 9月14日 | 遠藤実       | 島倉千代子、舟木一夫 ほか                           |
| 8  | 9月21日 | 橋本淳       | ザ・タイガース、ジャッキー吉川とブルーコメッツ ほか |
| 9  | 9月28日 | 古賀政男     | 美空ひばり、森進一、島倉千代子 ほか                 |

参考：『朝日新聞縮刷版』朝日新聞社、1969年8月3日 - 同年9月28日付のラジオ・テレビ欄頁。
| フジテレビ系列 日曜21:00枠                       | フジテレビ系列 日曜21:00枠                  | フジテレビ系列 日曜21:00枠                           |
| 前番組                                           | 番組名                                      | 次番組                                               |
| ------------------------------------------------ | ------------------------------------------- | ---------------------------------------------------- |
| まだ見ぬアナタ （1969年4月13日 - 1969年7月27日） | 歌謡大全集 （1969年8月3日 - 1969年9月28日） | わたしはカモちゃん （1969年10月5日 - 1970年3月29日） |